# Neoselenaspidus triangularis
Neoselenaspidus triangularis är en insektsart som beskrevs av Abraham Munting 1969. Neoselenaspidus triangularis ingår i släktet Neoselenaspidus och familjen pansarsköldlöss. Inga underarter finns listade i Catalogue of Life.